# Teroristický útok na kanadský Národní válečný památník a Parlament

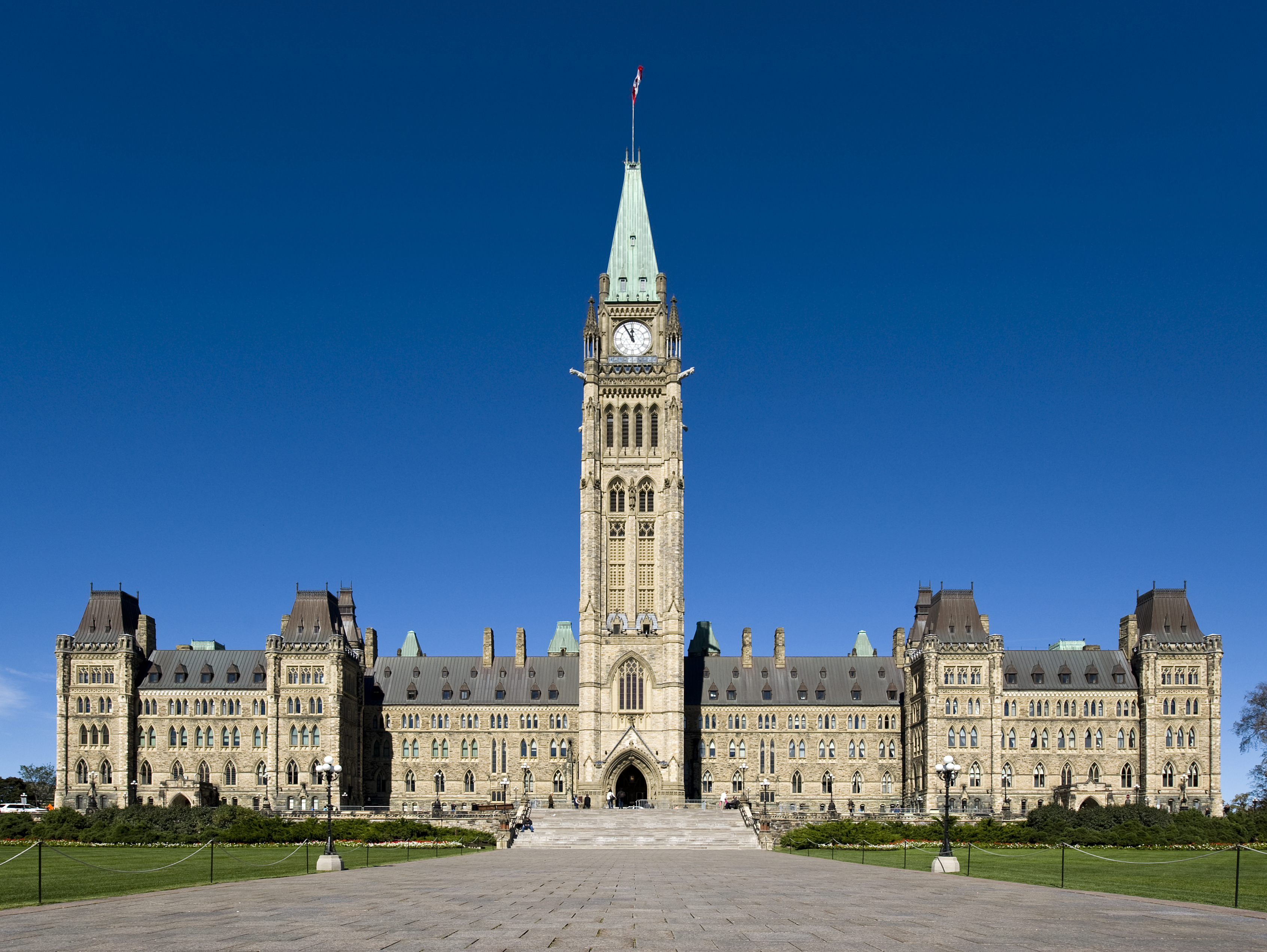
Kanadský parlament – centrální budova

Teroristický útok na kanadský Národní válečný památník a Parlament proběhl 22. října 2014 v Ottawě, když Michael Zehaf-Bibeau, potomek Frankokanaďanky z Québecu a libyjského imigranta a konvertita k islámu, nejprve smrtelně postřelil vojáka stojícího čestnou stráž u Národního válečného památníku a následně zaútočil na komplex Parlamentu, kde postřelil strážného u vstupu a pronikl do Haly cti v centrální budově, kde byl v přestřelce zastřelen členy parlamentní ochranky.
Útočník před akcí natočil video, v němž vyjádřil odhodlání zabít nějaké vojáky s odvolávkou na kanadskou zahraniční politiku a svoji víru. Podle jeho okolí již dříve vyjádřil sympatie k džihádistům a touhu odjet podpořit je v bojích na Blízkém východě. Jeho matka přičetla jeho čin psychickým problémům.
Událost vyústila k posílení bezpečnostních opatření okolo parlamentu (mimo jiné začala parlamentní stráž otevřeně nosit automatické zbraně) a přispěla k přijetí protiteroristického zákona v roce 2015.